# Diócesis de Urgel
La diócesis de Urgel (en latín: Dioecesis Urgellensis y en catalán: Bisbat d'Urgell) es una circunscripción eclesiástica de la Iglesia católica en España y Andorra. Se trata de una diócesis latina, sufragánea de la archidiócesis de Tarragona. Desde el 31 de mayo de 2025 su obispo titular y, por tanto, copríncipe de Andorra es Josep-Lluís Serrano Pentinat. 

## Territorio y organización

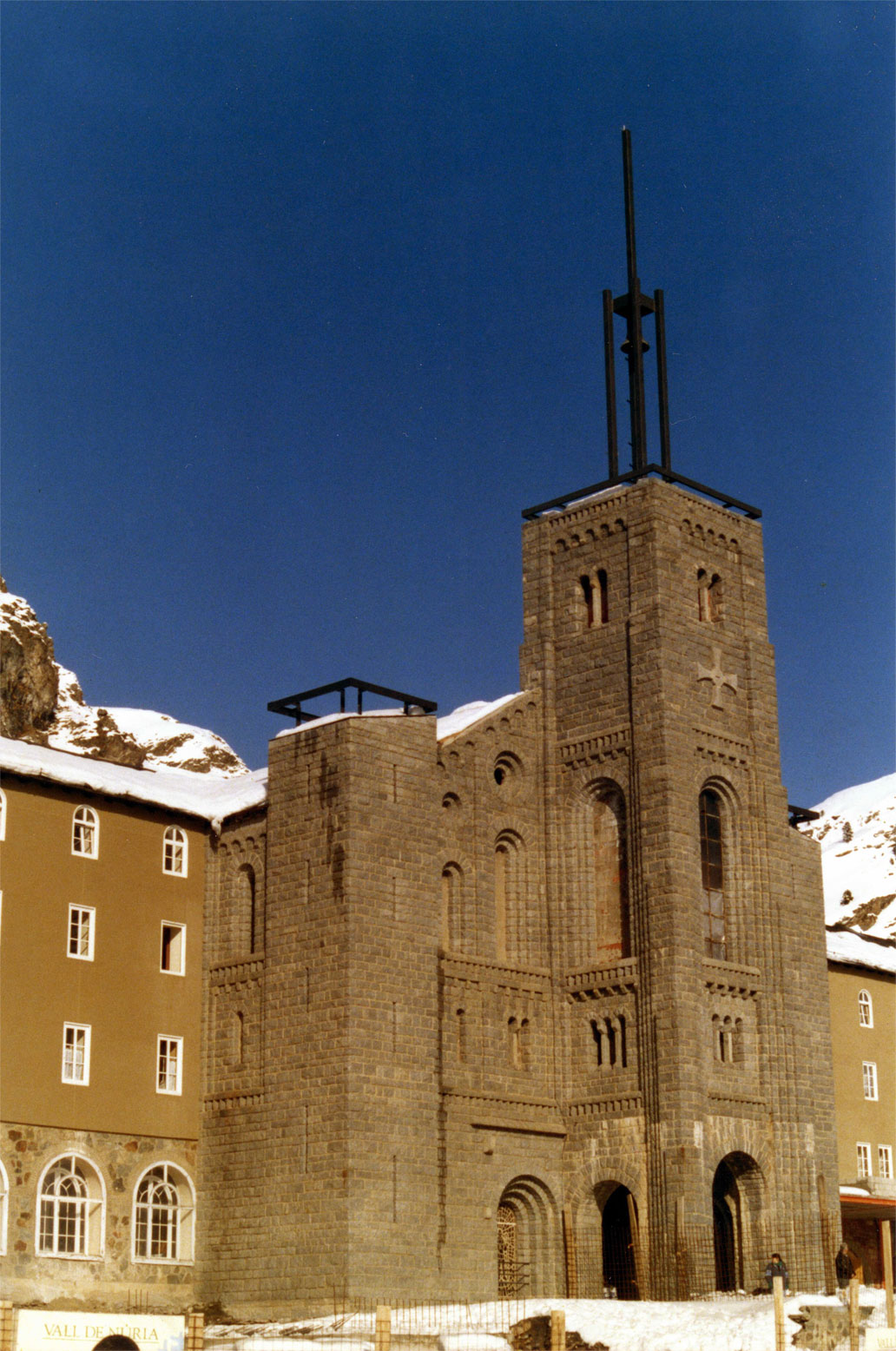
Basílica de la Madre de Dios, en el valle de Nuria

La diócesis tiene 7630 km² y extiende su jurisdicción sobre los fieles católicos de rito latino residentes en el principado de Andorra y en parte de la comunidad autónoma de Cataluña, en donde comprende parte de las provincias de Lérida y Gerona.

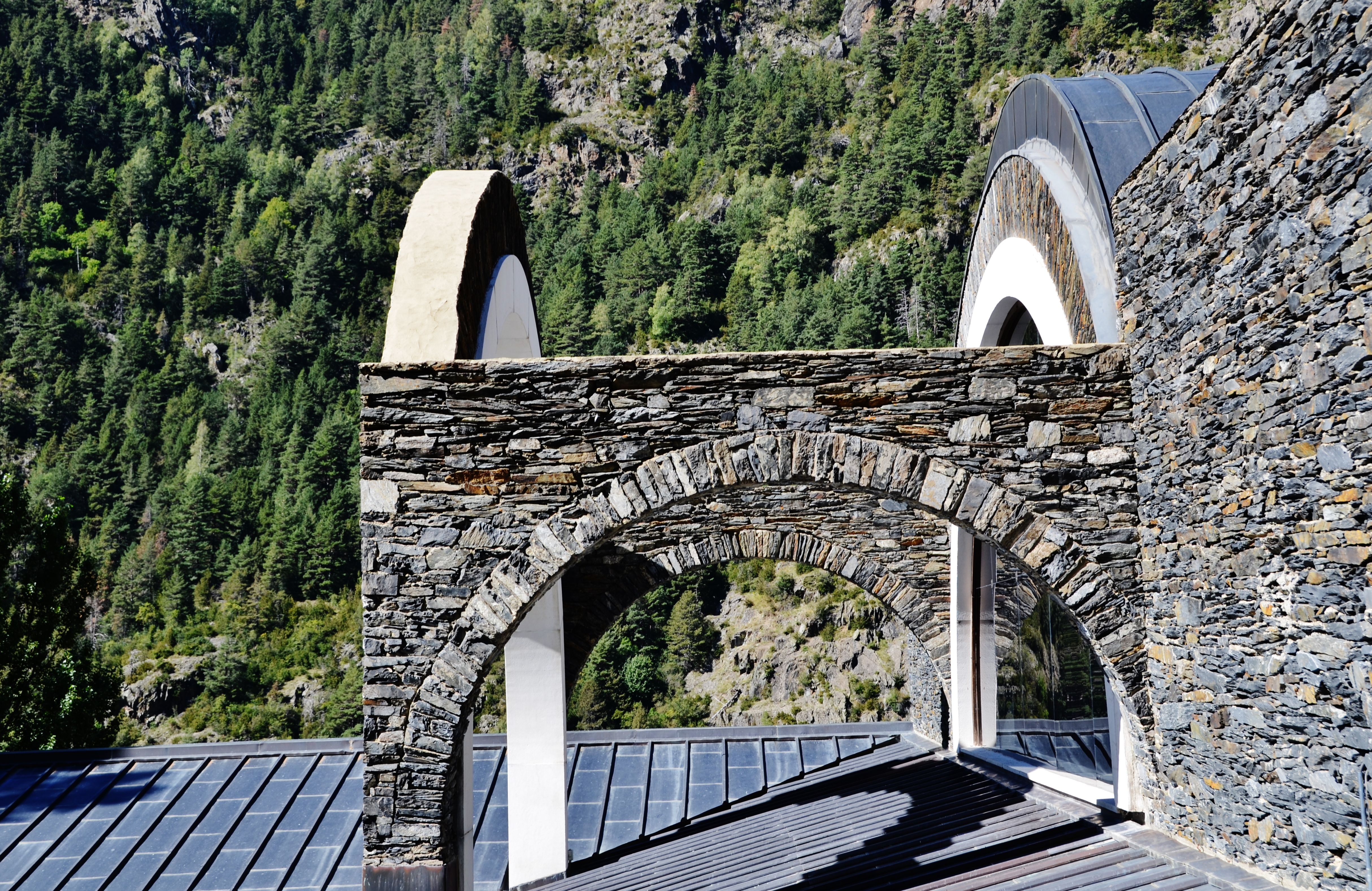
Santuario de Nuestra Señora, en Meritxell

La sede de la diócesis se encuentra en la ciudad de Seo de Urgel, en donde se halla la Catedral de Santa María. En el territorio existen 4 basílicas menores: de la Madre de Dios, en el valle de Nuria; el Santuario del Santo Cristo, en Balaguer; de la Madre de Dios de Valdeflores, en Tremp; y el Santuario de Nuestra Señora, en Meritxell.

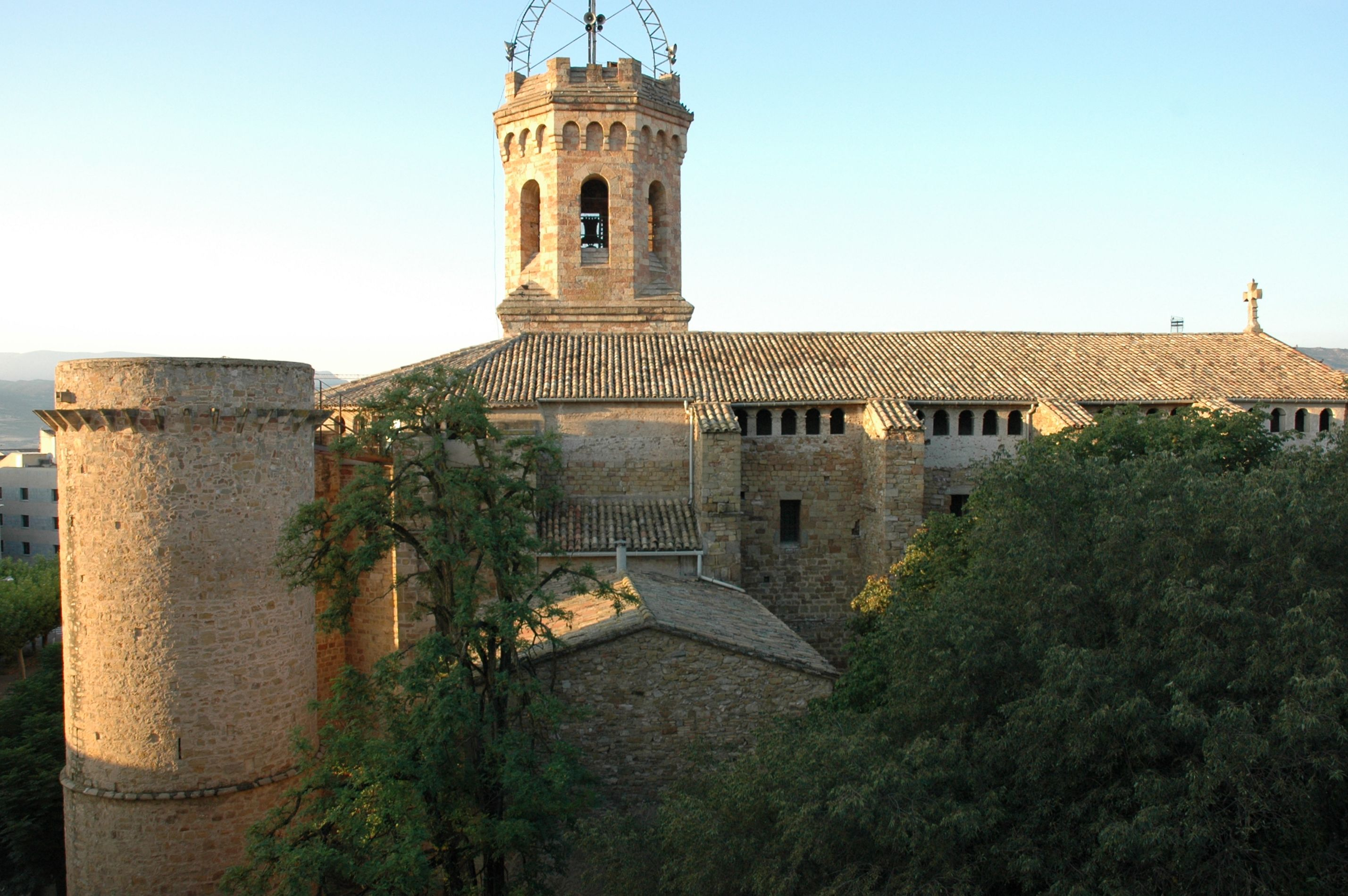
Basílica de la Madre de Dios de Valdeflores, en Tremp

En 2020 en la diócesis existían 363 parroquias agrupadas en 9 arciprestazgos: Valles de Andorra, Alto Urgel, Urgel Medio, Bajo Urgel, Noguera, Nuria-Cerdaña, Valle de Arán, Pallars Sobirá y Pallars Jussá.

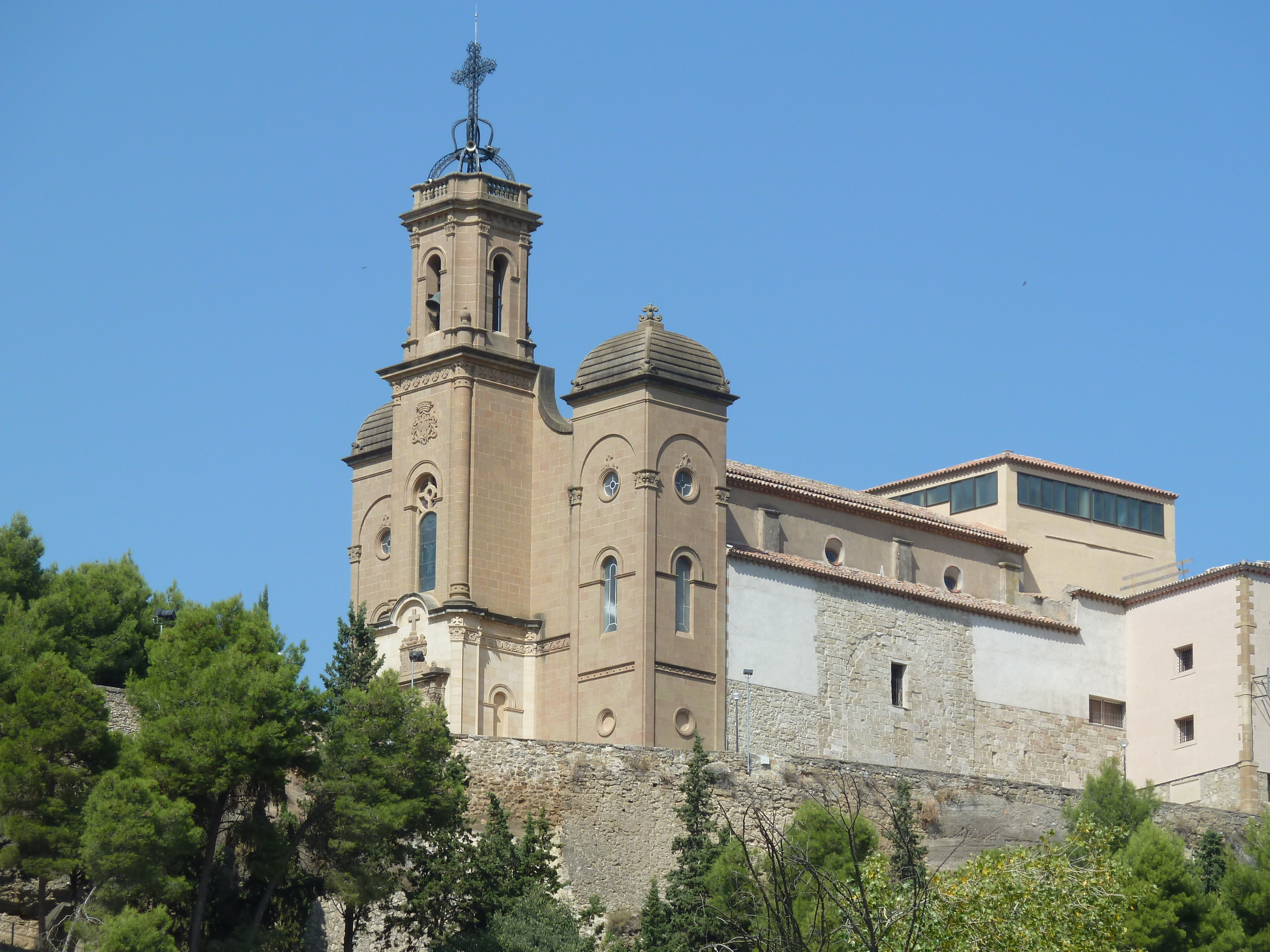
Santuario del Santo Cristo, en Balaguer

Los obispos de Urgel son copríncipes de Andorra junto con el presidente de Francia.

## Historia

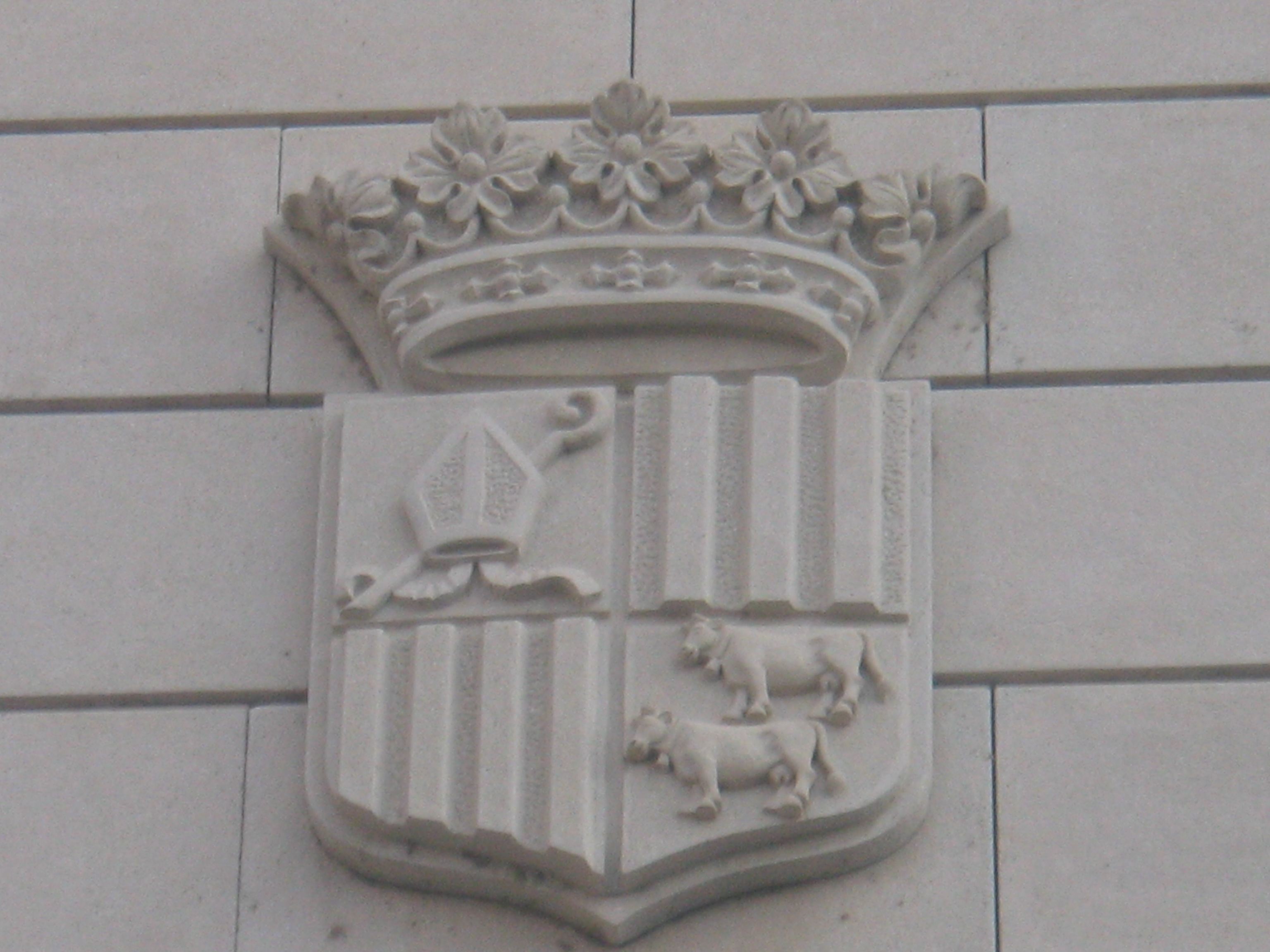
Escudo de Andorra en la fachada del Palacio Episcopal

La diócesis fue erigida en el siglo IV. El primer obispo del que se tienen noticias, san Justo, participó en los concilios de Toledo (531) y de Lérida y Valencia (546).
La sucesión episcopal no se interrumpió durante la invasión árabe (714).
El obispo Félix (781-799) fue acusado de adopcionismo por los teólogos carolingios y luego fue depuesto y exiliado a Lyon.
En 1010 en la localidad de Iborra se produjo un famoso milagro eucarístico: mientras el párroco Bernat Oliver, que tenía dudas sobre la transubstanciación, celebraba la Eucaristía, el vino se transformó en sangre viva. El obispo san Ermengol informó inmediatamente al papa Sergio IV del milagro. Las reliquias del milagro se recogieron en un precioso relicario en 1426 y en 1663 se construyó un santuario.
A partir del siglo X y hasta el siglo XIII, los obispos de Urgel acumularon un importante patrimonio de señoríos, comportándose plenamente como señores feudales de la época. Desde el 8 de septiembre de 1278 los obispos de Urgel son también copríncipes de Andorra junto con los sucesivos condes de Foix primero y, por sucesión, con los reyes de Navarra, sucedidos por los reyes de Francia y, ya en épocas republicanas, los presidentes de la República Francesa (en tanto que jefes del Estado).
Hacia el año 1000 las parroquias se agruparon en arcedianatos, transformados en decanatos en la segunda mitad del siglo XIII y posteriormente se transformaron de nuevo en oficialías. En tiempos modernos, se adoptó la actual subdivisión en arciprestazgos.
En el siglo XI se introdujo en la diócesis la reforma gregoriana, es decir, el paso del rito visígodo al rito romano.
Las colegiatas de los canónigos tuvieron gran importancia en la Edad Media: las de Mur y Áger fueron quizás las más importantes de toda Cataluña. Fueron abolidas a raíz del concordato de 1851, junto con el cabildo catedralicio, del que hay documentos ya en el siglo IX.
Los siglos XII y XIII se caracterizaron por la crisis albigense, que afectó principalmente a la parte norte de la diócesis. Muchas iglesias fueron destruidas y en 1195 la ciudad y la catedral fueron saqueadas. En la segunda mitad del siglo XIII, gracias a la labor de los dominicos, la crisis llegó a su fin, no sin requerir el martirio de Pere de la Cadireta, Bernat de Travesseres y Ponç de Planès.
A partir del siglo XIV la Santa Sede ejerció el derecho de elección del obispo, anteriormente reservado al cabildo, y hasta el Concilio de Trento muchos de los obispos no residían en la diócesis.
En 1592 se estableció el seminario diocesano.
El 19 de julio de 1593 cedió una parte de su territorio para la erección de la diócesis de Solsona mediante la bula Super universas del papa Clemente VIII.
A partir del siglo XVII fue más frecuente la designación de obispos por parte de la Corona.
En 1803 fueron cedidas a las diócesis francesas algunas parroquias cuyo territorio había pasado a Francia con el Tratado de los Pirineos de 1659.
Con la abolición del feudalismo (1811-1837) la diócesis perdió todos los derechos de jurisdicción política, conservando únicamente los del principado de Andorra.
La desamortización de Mendizábal de 1835 y leyes similares posteriores dieron como resultado el cierre de muchos conventos y monasterios.
Durante la guerra civil española la persecución antirreligiosa de 1936 costó la vida a 107 sacerdotes diocesanos, a los que hay que sumar muchos otros religiosos y laicos, así como la destrucción de una parte sustancial del patrimonio religioso y cultural de la diócesis. Algunas de las víctimas de la guerra civil ya han sido canonizadas (primero Jaume Hilari en 1999), otras están en proceso de beatificación.
El 2 de septiembre de 1955, en virtud del decreto Initis inter de la Congregación Consistorial, se revisaron los límites de la diócesis para hacerlos coincidir con los de la provincia civil, en aplicación del concordato entre la Santa Sede y el gobierno español de 1953. La diócesis de Urgel perdió más de una veintena de parroquias, que pasaron a las diócesis de Lérida y de Barbastro (hoy diócesis de Barbastro-Monzón), pero al mismo tiempo adquirió el arciprestazgo de Artesa de Segre, que pertenecía a la diócesis de Lérida.
El 16 de marzo de 1956, con la carta apostólica Quasi arx, el papa Pío XII proclamó patronos de la diócesis a la Santísima Virgen María de Nuria y a san Ermengol de Urgel.

## Estadísticas

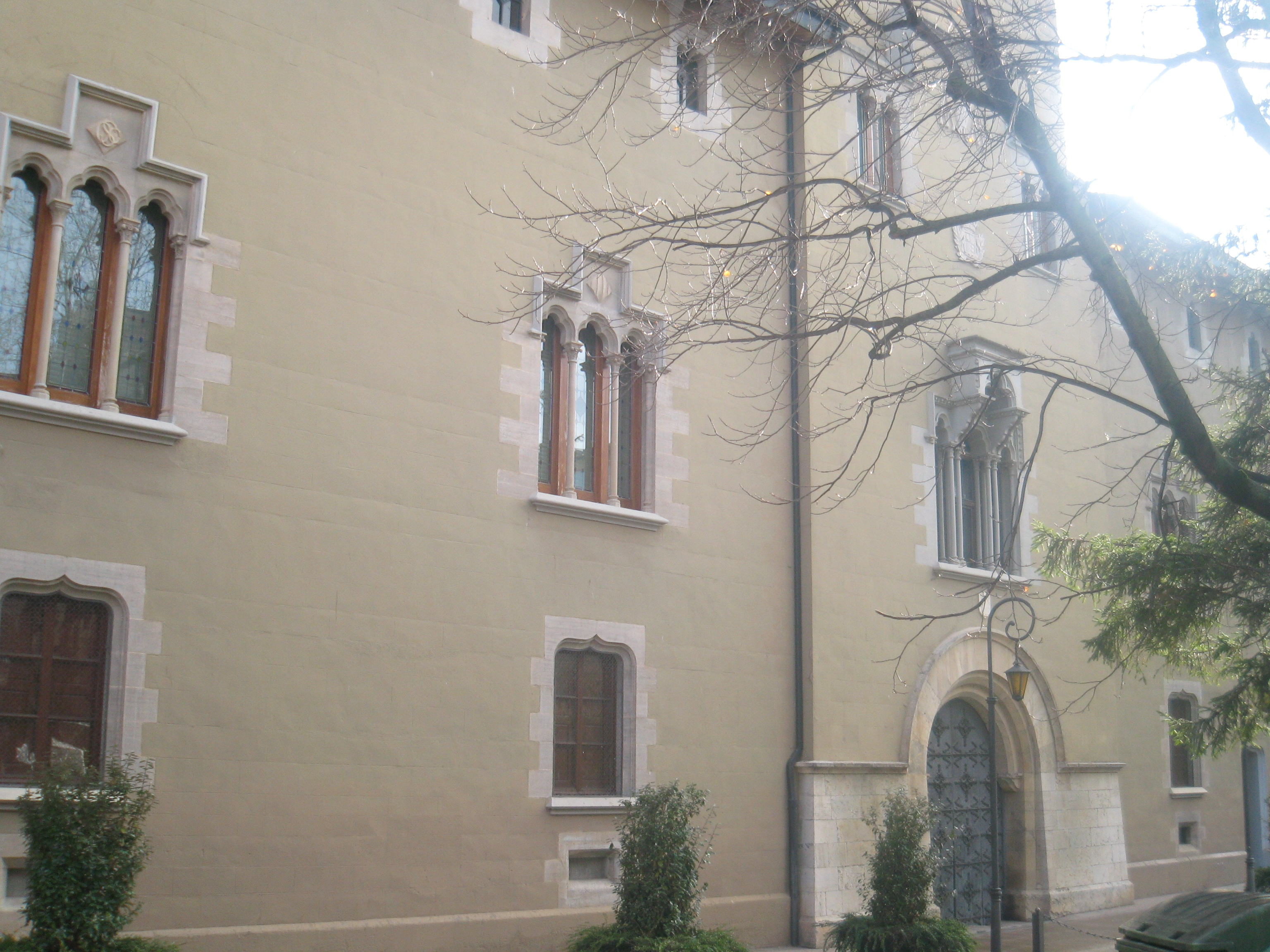
Palacio Episcopal de Urgel

Según el Anuario Pontificio 2021 la diócesis tenía a fines de 2020 un total de 209 100 fieles bautizados.
| Año                                                                             | Población            | Población | Población      | Sacerdotes | Sacerdotes    | Sacerdotes    | Bautizados por sacerdote | Diáconos permanentes | Religiosos | Religiosos | Parroquias |
| Año                                                                             | Bautizados católicos | Total     | % de católicos | Total      | Clero secular | Clero regular | Bautizados por sacerdote | Diáconos permanentes | Varones    | Mujeres    | Parroquias |
| ------------------------------------------------------------------------------- | -------------------- | --------- | -------------- | ---------- | ------------- | ------------- | ------------------------ | -------------------- | ---------- | ---------- | ---------- |
| 1950                                                                            | 139 926              | 139 932   | 100.0          | 286        | 259           | 27            | 489                      |                      | 112        | 296        | 497        |
| 1970                                                                            | 143 007              | 143 233   | 99.8           | 258        | 227           | 31            | 554                      |                      | 100        | 367        | 407        |
| 1980                                                                            | 139 860              | 140 240   | 99.7           | 181        | 160           | 21            | 772                      |                      | 66         | 254        | 404        |
| 1990                                                                            | 158 696              | 165 401   | 95.9           | 145        | 130           | 15            | 1094                     | 1                    | 51         | 205        | 415        |
| 1999                                                                            | 172 830              | 178 080   | 97.1           | 133        | 122           | 11            | 1299                     | 3                    | 47         | 182        | 408        |
| 2000                                                                            | 172 830              | 178 080   | 97.1           | 124        | 114           | 10            | 1393                     | 3                    | 45         | 145        | 408        |
| 2001                                                                            | 178 290              | 187 395   | 95.1           | 127        | 116           | 11            | 1403                     | 3                    | 47         | 159        | 363        |
| 2002                                                                            | 178 295              | 184 395   | 96.7           | 126        | 118           | 8             | 1415                     | 3                    | 47         | 140        | 363        |
| 2003                                                                            | 178 295              | 184 395   | 96.7           | 125        | 118           | 7             | 1426                     | 2                    | 39         | 138        | 363        |
| 2004                                                                            | 178 295              | 184 395   | 96.7           | 123        | 117           | 6             | 1449                     | 2                    | 39         | 129        | 363        |
| 2010                                                                            | 195 270              | 202 803   | 96.3           | 107        | 98            | 9             | 1824                     | 1                    | 37         | 115        | 363        |
| 2014                                                                            | 208 486              | 216 337   | 96.4           | 100        | 94            | 6             | 2084                     | 1                    | 31         | 103        | 363        |
| 2017                                                                            | 209 100              | 213 497   | 97.9           | 80         | 77            | 3             | 2613                     | 3                    | 31         | 100        | 363        |
| 2020                                                                            | 209 100              | 214 158   | 97.6           | 81         | 80            | 1             | 2581                     | 3                    | 27         | 98         | 363        |
| Fuente: Catholic-Hierarchy, que a su vez toma los datos del Anuario Pontificio. |                      |           |                |            |               |               |                          |                      |            |            |            |

Según cifras oficiales, en el curso 2017-2018 se formaron 6 seminaristas en el Seminario Mayor diocesano.

## Episcopologio

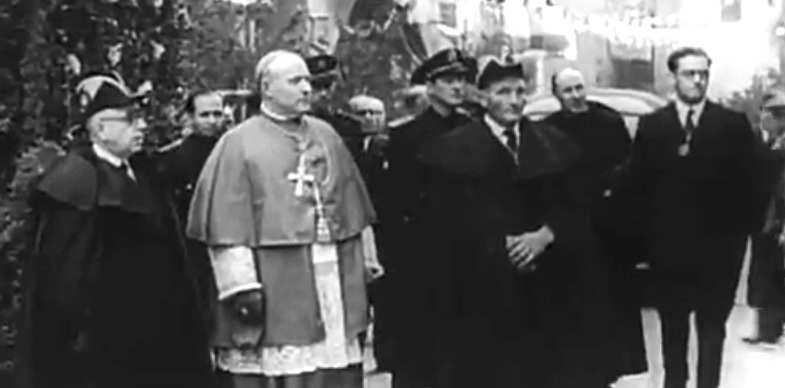
Entrada en Andorra del doctor Ramón Iglesias y Navarri como príncipe, 1942